# Konzerviranje i restauriranje starogrčke keramike
Konzerviranje i restauriranje starogrčke keramike podcjelina je šire tematike konzerviranja i restauriranja keramičkih predmeta. Grčka keramika jedna je od najčešće pronađenih vrsta artefakata u starogrčkom svijetu. Podaci dobiveni iz slika na vazama čine temelj modernog znanja o umjetnosti i kulturi antičke Grčke. Najstarija grčka keramika je terakota, koja datira iz 11. stoljeća prije Krista do 1. stoljeća nove ere. Predmeti se obično iskopavaju na arheološkim nalazištima u razbijenim dijelovima ili fragmentima, a zatim se ponovno sastavljaju. Neki su pak otkriveni kao netaknuti grobni nalazi. Profesionalni konzervatori-restauratori, često u suradnji s konzervatorima tehničarima,kustosima i konzervatorskim znanstvenicima, obično su odgovorni za konzervativnu restauraciju starogrčke keramike.

## Povijest konzervatorsko-restauratorskih pristupa
U davna vremena popravci oštećene keramike obavljali su se metalnim iglama ili spajalicama, koje su mogle biti bakrene, olovne ili brončane . Mogu se koristiti i ljepila na životinjskoj ili biljnoj bazi. Fragmenti drugih posuda ponekad su korišteni da bi se zamijenili oštećeni ili nedostajući dijelovi predmeta . Dekorativni elementi na zamjenskim dijelovima mogu ali i ne moraju odgovarati ostatku vaze.

### Od 18. do početka 20. stoljeća
Metode restauracije korištene između 18. i ranog 20. stoljeća općenito su pokušavale vratiti artefakte u gotovo čisto stanje i sakriti sve dokaze prošlih oštećenja. Arheološka otkrića i porast popularnosti starogrčke umjetnosti u 18. i 19. stoljeću stvorili su veliku potražnju za predmetima i artefaktima. Uobičajena metoda restauracije započela je ponovnim sastavljanjem ulomaka vaze. Nedostajući ulomci nadomješteni su novim komadima glazirane i pečene keramike, a praznine su ispunjene žbukom. Površina je potom oslikana, ponekad i opsežno.  Korišteni materijali uključivali su šelak, proteinska ljepila, uljane boje, kredu, pariški gips, barijev sulfat, kalcit, glinu, kaolin i kalcijev silikat . U nekim su slučajevima ukrasne slike bile cenzurirane i preslikane, kako bi se zadovoljile ukuse tadašnjeg društva i potencijalnih kolekcionara. 

### Modernost
Suvremeni pristup konzervaciji općenito uključuje korištenje nedestruktivnih metoda za procjenu stanja predmeta i restauratorskih tehnika koje naglašavaju razliku između područja suvremenog popravka i izvorne drevne izrade. U restauracijama se koriste reverzibilna ljepila, boje i drugi materijali.  Konzervatorski odjeli u muzejima kao što je Getty Villa pristupaju konzervaciji antičke keramike s ciljem "vizualnog integriranja ispunjenih područja i čineći ih manje nametljivima dok ih razlikuju od originalne keramike i čuvaju povijest predmeta."

## Materijali
Najstarija grčka keramika je terakota, vrsta keramike od pečene gline. Sastav minerala, metala, organskih materijala i drugih anorganskih materijala u glini varira ovisno o njezinu podrijetlu. Ove varijacije utječu na boju gline prije i poslije pečenja. Željezo je najčešći materijal koji se nalazi u glini i može dodati crvenu, sivu ili sjajnu boju predmetu . Keramika može biti gruba roba, koja je neukrašena ili samo minimalno ukrašena utilitarna posuda, ili fina roba, koja je ukrašena, fino lončana i korištena u razne svrhe, uključujući ceremonijalnu upotrebu.
Slike na vazama prvenstveno su nastajale korištenjem tankog prozirnog sloja gline koji je mijenjao boju nakon pečenja. Ostali materijali koji se koriste u bojama za vaze uključuju dodane pigmente, dodanu glinu za stvaranje reljefa na površini ili razrijeđeni sjaj koji dodaje boju nakon pečenja . Neravnomjerno naneseni sjaj ili neuspjeh paljenja također je stvorio varijacije u boji ili teksturi površine. Ponekad se nakon kuhanja dodavala i pozlata .

## Propadanje
Keramika, a posebno antička, može pretrpjeti različita oštećenja. Većina agenasa kvarenja nastaje zbog okoliša i svojstvena je materijalima; ipak najčešće štete nastaju ljudskim djelovanjem.

### Fizička oštećenja
Lomovi, ogrebotine ili abrazija mogu biti uzrokovani nepravilnim rukovanjem, udarcem (padanjem) ili kopanjem. Keramika je jaka na pritisak, ali slaba u smislu neelastičnosti, što znači da je krta i osjetljiva na mehaničke udarce.

### Topljive soli
Ako je komad keramike bio zakopan u slano ili alkalno tlo ili uronjen u morsku vodu, glina je možda upila topive soli, poput sulfita, nitrata ili klorida. Promjene u relativnoj vlažnosti mogu uzrokovati reakciju i otapanje soli (pri visokoj vlažnosti) ili rekristalizaciju (pri niskoj vlažnosti) . Ove reakcije mogu uzrokovati površinsko curenje ili raslojavanje keramike  .

### Prethodne restauracije
Prethodne restauracije mogu uzrokovati neželjena oštećenja tijekom vremena. Metalne igle ili kopče mogu korodirati i pokvariti se. Popravci gipsom mogu postati nestabilni. Boja može izblijediti ili promijeniti boju. Namjerno preslikavanje koje je rezultat prošlih konzervatorskih radova drugi je oblik oštećenja. Ilustrirani prizori na keramičkim predmetima ponekad su modificirani kako bi odgovarali ukusima današnjeg doba. Čest primjer je smokvin list naslikan na goloj figuri. Preagresivno čišćenje kiselinom također može uzrokovati štetu. Čišćenje kiselinom namijenjeno je uklanjanju netopivih soli i minerala s površine arheološke keramike. Keramika koja je nepropisno očišćena i oštećena kiselinom može imati rupičaste, napuknute, prašnjave ili ljuskave površine  .

## Preventivna konzervacija
Preventivne mjere očuvanja mogu pomoći u usporavanju daljnjeg propadanja ili oštećenja.

### Rukovanje
Kao i sa svakim drugim lomljivim keramičkim predmetom, pravilne tehnike rukovanja spriječit će slučajno oštećenje. Predmetima treba rukovati što je manje moguće. Kada je potrebno rukovati njima, treba ih držati samo na najjačim mjestima; na primjer, vrlo tešku keramičku vazu treba transportirati (ako je potrebno) držeći je barem jednom rukom za postolje, a ne objema rukama za ručke jer bi vaza mogla pasti i razbiti se ako bi se odvojile. Zapravo, treba izbjegavati pritisak na najslabije točke, kao što su ručke, vratovi ili područja s postojećim oštećenjima. Grčkim keramičkim predmetima treba rukovati čistim, suhim rukama ili rukavicama od nitrila. Pamučne rukavice se ne preporučuju jer tkanina onemogućuje stabilan prihvat i niti mogu zapesti za grube površine. Predmeti izloženi u muzejima fiksirani su nosačima ili zaštićeni kutijama kako bi se izbjegao neželjeni ili slučajni kontakt. Keramičke posude mogu biti izložene u okomitom ili nagnutom položaju, ovisno o ukrasnim elementima. Sve potpore trebaju održavati objekt stabilnim bez pritiska na lomljiva područja.

### Uvjeti okoline
Unatoč sušenju i pečenju, glina ostaje porozan materijal koji reagira na promjene u okolišnim uvjetima. Izbjegavanje ekstremnih promjena temperature može pomoći u održavanju stanja starogrčke keramike. Kao što je ranije objašnjeno u odjeljku o šteti uzrokovanoj topivim solima, sprječavanje ekstremnih fluktuacija relativne vlažnosti također može pomoći u sprječavanju daljnjeg propadanja. Predmeti moraju biti zaštićeni od vode i prljavštine.

## Tehnike ispitivanja stanja grčke keramike
Sljedeće tehnike koriste konzervatori za procjenu stanja starogrčke keramike i određivanje odgovarajućeg tretmana. Pregled je prvi korak u procesu konzerviranja.

### Vizualni pregled
Konzervatori započinju procjenu predmeta pažljivim vizualnim pregledom kako bi identificirali područja slabosti, gubitka, raslojavanja, promjene boje ili starih popravaka. Daljnje ispitivanje mikroskopom s malim povećanjem može pomoći konzervatorima da identificiraju materijale i tehničke karakteristike, kao što su pigmenti, pozlata ili dodana glina  .

### Ultraljubičasta (UV) vidljiva fluorescencija
Kada su izloženi nevidljivom UV svjetlu, mnoge vrste materijala pokazat će određene boje vidljive svjetlosti. To može omogućiti konzervatorima da identificiraju područja uporabe različitih medija na cijelom objektu  .

### radiografija X-zraka
X-zrake mogu otkriti lomove, unutarnje značajke ili drevne skrivene popravke, kao što su igle odnosno kopče. Druga vrsta X-zraka, nazvana XRF spektrofotometrija, može otkriti elementarni i kemijski sastav materijala. XANES spektroskopija može otkriti oksidacijska stanja željeza u keramici (faktor koji određuje crnu i crvenu boju), a EXAFS spektroskopske analize mogu pružiti informacije o molekularnoj strukturi minerala željeza  .

## Konzerviranje i restauriranje
Nakon završene evaluacije, konzervatori-restauratori mogu odrediti najprikladniji oblik obrade. Tretmani mogu varirati od neinvazivnih tehnika, kao što je čišćenje, do invazivnih tehnika konzervacije, kao što su rastavljanje, rekonstrukcija i restauracija.

### Čišćenje i uklanjanje topivih soli
Osnovno mehaničko čišćenje može ukloniti prašinu i prljavštinu. Otapala i voda također se mogu koristiti za uklanjanje prljavštine, boje, voska, lakova ili ljepila. Kiseline treba koristiti s oprezom. Desalinizacija je metoda čišćenja koja uklanja što je više moguće topljive soli iz porozne pečene gline. Fragmenti su uronjeni u destiliranu vodu nekoliko dana. Voda se redovito mijenja dok se razina soli ne smanji  .

### Rastavljanje
Za vaze koje su prethodno bile konzervirane i ponovno sastavljene, možda će biti potrebno rastaviti krhotine kako bi se uklonili stari restauratorski materijali i dovršila konzervacija. Naljepnice i materijal za punjenje sustavno se uklanjaju, otkrivajući izvornu keramiku i omogućujući dekonstrukciju posude.

### Rekonstrukcija i restauracija
Odvojeni fragmenti pažljivo se ponovno sastavljaju. Konzervatori koriste identifikacijske tragove, poput oblika, teksture i ukrasnih uzoraka ili oslikanih scena, kako bi spojili fragmente. Kada potonji nedostaju, mogu se ponovno stvoriti u gipsu i zamijeniti. Unutarnja boja se koristi za maskiranje područja popravka. U suvremenim konzervatorskim tretmanima, sredstva koja koriste konzervatori su reverzibilna i mogu se lako razlikovati od drevnog materijala. Različiti konzervatoriji ili konzervatorski odjeli mogu imati različite politike u pogledu slikanja. Neki konzervatori ostavljaju zamjenske fragmente potpuno neukrašene kako bi ih se lako razlikovalo kao moderne dodatke. Neki konzervatori slikaju siluete izgubljenih figura, koristeći postojeće fragmente, narativne scene i druge postojeće posude kao primjere. Ovaj pristup pomaže prikazati narativ naslikane scene, dok razlikuje modernu restauraciju od izvornih fragmenata. Neki konzervatori koriste opsežnije slike kako bi ponovno stvorili nedostajući ukras.

## Značajni primjeri
Affecter Amphora, u zbirci Walters Art Gallery u Baltimoreu, Maryland, studija je slučaja u povijesti očuvanja grčkih vaza. Atičku crnofiguralnu vazu (što znači iz regije Atene) izradio je oko 540. godine prije Krista dobro dokumentirani slikar vaza poznat kao The Affected Painter. Obrada vaze 1980-ih pružila je konzervatorima značajan uvid u povijest restauriranja grčkih vaza. Konzervatori su otkrili da je amfora razbijena i popravljena u antici. Uzorci grobne zemlje pronađeni unutar rupa pokazali su da su popravci napravljeni prije nego što je ista korištena na drevnom pogrebu. Restauratori su otkrili i da je vaza restaurirana krajem 19. stoljeća materijalima i metodama tipičnim za to vrijeme. U obnovi su korišteni gips, zamjenski dijelovi terakote i opsežno ponovno bojanje. Prebojavanje je prikrilo popravke i promijenilo izgled golih satira na ukrasnim pločama. Restauracija iz 1980-ih otkrila je izvorni rad slikara i vratila vazu u stabilno stanje  .

## Vanjske poveznice
- https://web.archive.org/web/20170410214231/http://canada.pch.gc.ca/eng/1439925170205
- https://www.mfa.org/collections/conservation/feature_greekvases
- https://www.getty.edu/art/exhibitions/fragment_to_vase/